# Der Herr ist mein getreuer Hirt, BWV 112

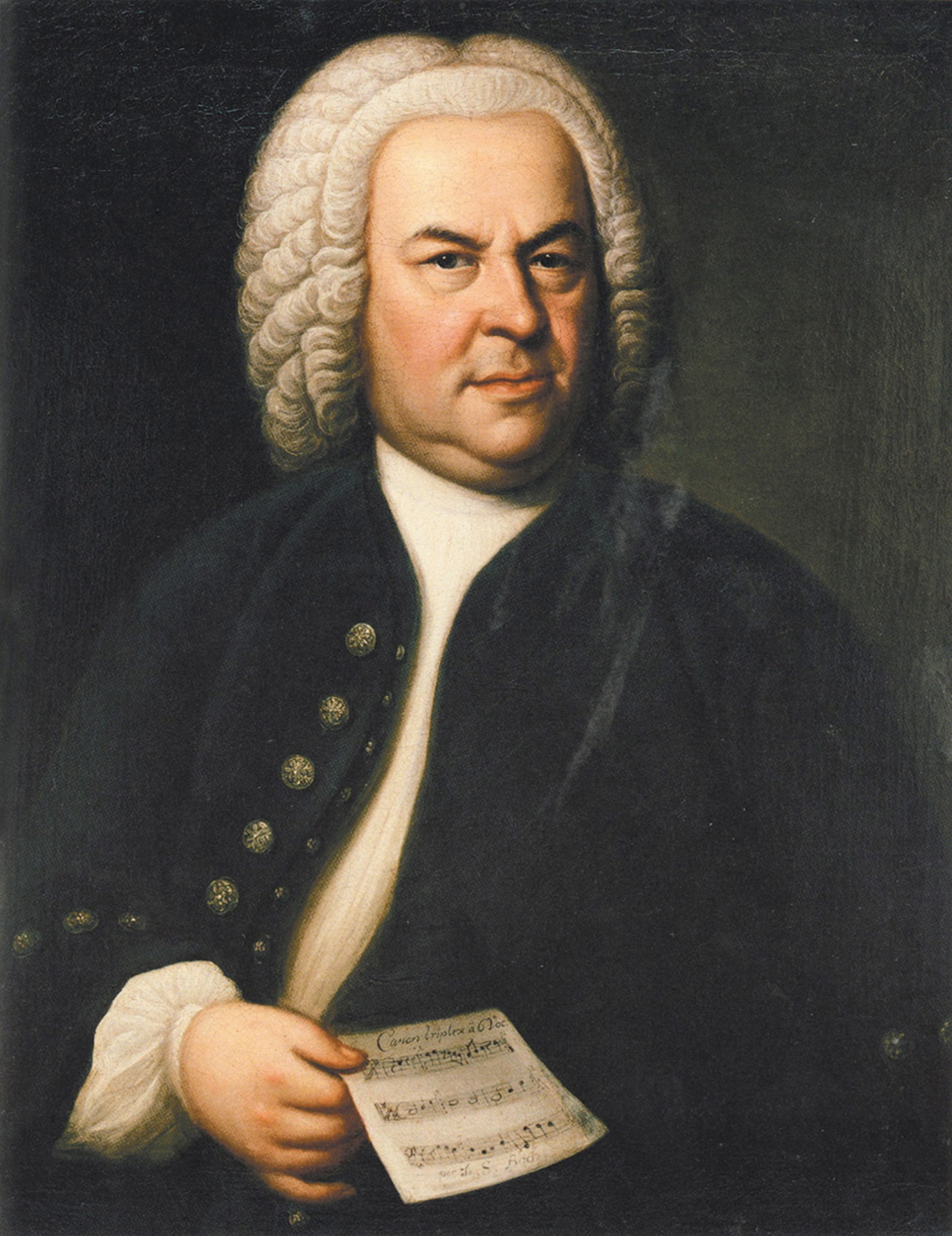
Johann Sebastian Bach, compositor de la cantata.

Der Herr ist mein getreuer Hirt, BWV 112 (en español, El Señor es mi fiel Pastor) es una cantata coral de iglesia compuesta por Johann Sebastian Bach en Leipzig para el segundo domingo después de Pascua y que se interpretó por primera vez el 8 de abril de 1731. Está basada en el himno de Wolfgang Musculus, una paráfrasis del Salmo 23 escrito en 1530, cantado con una melodía de Nikolaus Decius.
Bach, el Thomaskantor de Leipzig desde mayo de 1723, compuso esta cantata para completar su segundo ciclo de cantatas corales, iniciado en 1724. Utilizó la letra del himno inalterada, que refleja el salmo y Jesús como Buen Pastor. Estructuró la obra en cinco movimientos. Los movimientos corales externos son una fantasía coral y una coral de cierre de cuatro partes, ambos en la melodía del himno. Bach estableció las estancias internas como aria - recitativo - aria, con música no relacionada con la melodía del himno. Marcó la cantata para cuatro solistas vocales, un coro a cuatro voces y un conjunto instrumental barroco de dos trompas, dos oboes de amor, cuerdas y bajo continuo. Los expertos en el compositor coinciden en que los instrumentos de viento, normalmente reservados para las fiestas, podrían provenir de una fantasía coral anterior de la misma melodía con el texto del Gloria alemán.

## Historia y texto

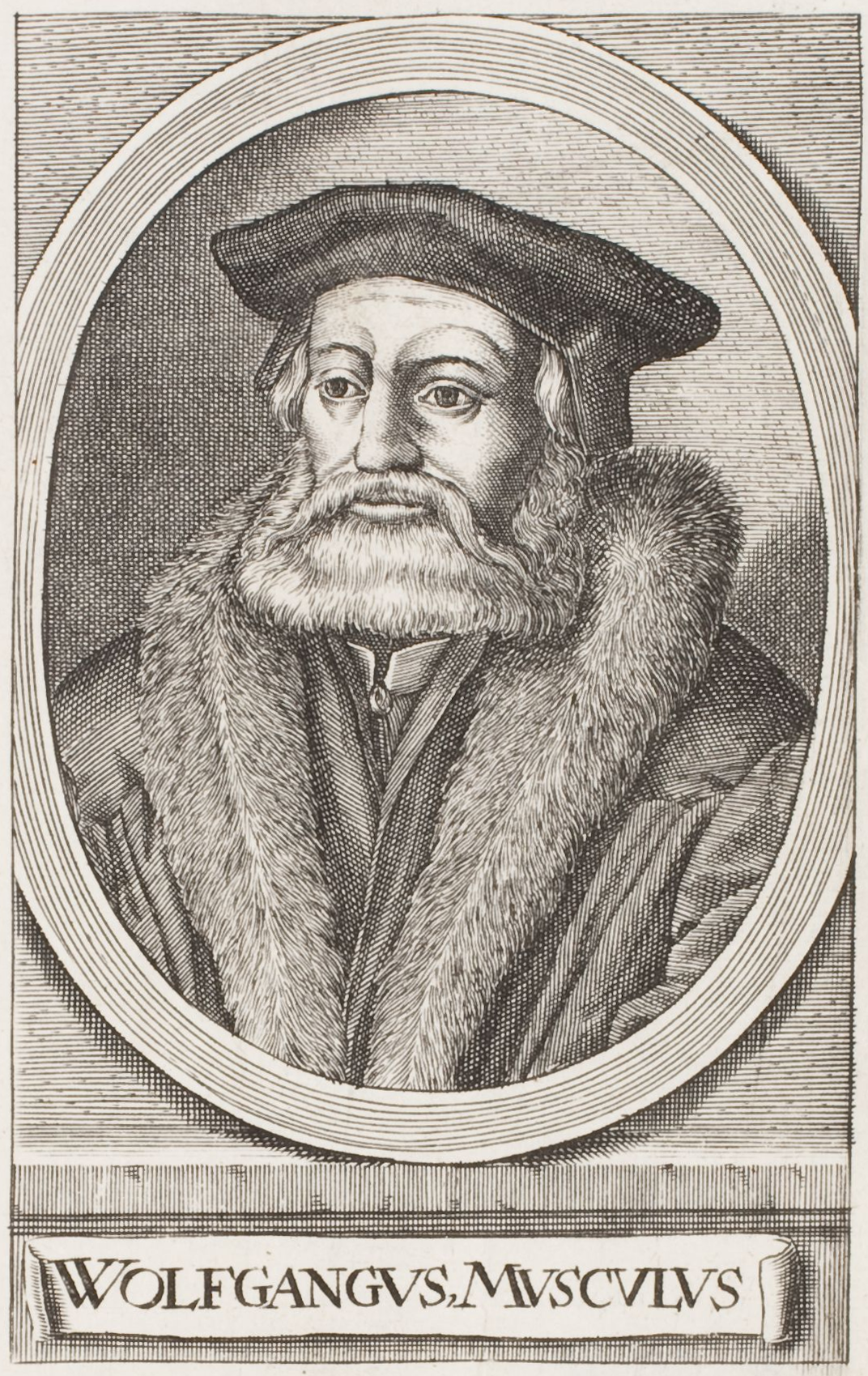
El texto de la cantata proviene de un himno de 1530 en cinco estancias escrito por Wolfgang Musculus como una paráfrasis del Salmo 23.

En su segundo año como Thomaskantor en Leipzig, Bach compuso cantatas corales entre el primer domingo posterior a la Trinidad de 1724 y el Domingo de Ramos de 1725, pero para la Pascua volvió a las cantatas sobre textos más variados. Aún no había compuesto una cantata coral para la ocasión del Misericordias Domini, el segundo domingo después de Pascua. Las lecturas prescritas para ese domingo fueron de la Primera epístola de Pedro, Cristo como modelo (1 Pedro 2:21-25), y del Evangelio de Juan, el Buen Pastor (Juan 10:11-16).
Durante el ciclo de 1724-1725, un poeta contemporáneo con quien colaboró Bach parafraseó el texto de las estancias internas de un himno. Sin embargo, en esta cantata, Bach usó el texto sin cambios del himno de 1530 en cinco estancias escrito por Wolfgang Musculus como una paráfrasis del Salmo 23. El himno se canta con la melodía de «Allein Gott in der Höh sei Ehr», el Gloria alemán, de Nikolaus Decius (1522). El himno de Musculus es diferente del que tiene la misma línea de apertura de Cornelius Becker, pero cantado con la misma melodía, que Bach había utilizado en sus otras dos cantatas para la misma ocasión, Du Hirte Israel, höre, BWV 104 e Ich bin ein guter Hirt, BWV 85 . El tema del himno, el Señor como buen pastor, se ha utilizado tradicionalmente para Jesús y, por lo tanto, está relacionado con el evangelio.
Bach interpretó por primera vez la cantata en la iglesia de San Nicolás el 8 de abril de 1731.

## Estructura y texto
Bach estructuró la cantata en cinco movimientos. El texto y la melodía del himno se mantienen en los movimientos corales externos, una fantasía coral y una coral de cierre a cuatro voces, que enmarcan arias alternas y un recitativo. Compuso la obra para cuatro solistas vocales (soprano, alto, tenor y bajo), un coro a cuatro voces y un conjunto instrumental barroco de dos trompas (Co), dos oboes de amor (Oa), dos violines (Vl), viola (Va) y bajo continuo.
En la siguiente tabla de movimientos, la partitura sigue la Neue Bach-Ausgabe. Las tonalidades y compases se han tomado de Alfred Dürr y se utiliza el símbolo de tiempo común (). No se muestra el bajo continuo, ya que toca en todo momento.
| N.º | Título                             | Texto    | Tipo           | Vocal | Oboe    | Cuerdas | Tonalidad | Tiempo            |
| --- | ---------------------------------- | -------- | -------------- | ----- | ------- | ------- | --------- | ----------------- |
| 1   | Der Herr ist mein getreuer Hirt    | Musculus | Fantasía coral | SATB  | 2Co 2Oa | 2Vl Va  | sol mayor | cuatro por cuatro |
| 2   | Zum reinen Wasser er mich weist    | Musculus | Aria           | A     | Oa      |         |           | 6 8               |
| 3   | Und ob ich wandelt im finstern Tal | Musculus | Recitativo     | B     |         | 2Vl Va  |           | cuatro por cuatro |
| 4   | Du bereitest für mir einen Tisch   | Musculus | Aria (dúo)     | S T   |         | 2Vl Va  | re mayor  | cuatro por cuatro |
| 5   | Gutes und die Barmherzigkeit       | Musculus | Coral          | SATB  | 2Co 2O  | 2Vl Va  | sol mayor | cuatro por cuatro |

## Música
En el coro de apertura, una fantasía coral, la melodía del Gloria alemán «Allein Gott in der Höh sei Ehr» está incrustada en un concierto orquestal. El movimiento se abre con llamadas derivadas de la melodía coral tocada en las dos trompas, dando lugar a un concierto libre con cuerdas y oboes. El cantus firmus lo canta la soprano en notas largas, mientras que las voces más bajas se dedican a la imitación. John Eliot Gardiner compara el movimiento con las aperturas de las dos cantatas anteriores para la misma ocasión: «La presencia de dos trompas... revela un retrato mucho más regio del Buen Pastor de lo que hemos conocido anteriormente». Tanto Alfred Dürr como Klaus Hofmann asumen que la música no se compuso originalmente para este texto pastoral, sino anteriormente, para el Gloria. Bach había compuesto una fantasía coral diferente en la misma melodía en Auf Christi Himmelfahrt allein, BWV 128, con instrumentación similar.
Los tres movimientos internos citan el texto del himno sin cambios, pero su música no está relacionada con la melodía del himno. El aria alto se acompaña de un oboe obbligato. Está estructurada en dos partes similares y está en pastoral 6
8. El fluir constante del oboe puede verse como una representación del «agua pura» mencionada en el texto, los pasos en el continuo como «los pasos hechos en este viaje significativo» «en el camino de la justicia de Sus mandamientos».
El movimiento central comienza como un arioso, acompañado por el bajo continuo, que ilustra el paseo por el «valle de las tinieblas». La segunda parte es un recitativo dramático con cuerdas, que primero expresa «Verfolgung, Leiden, Trübsal» (persecución, dolor, problema) en una línea melódica rota contra acordes de cuerda sostenidos, luego «Tu vara y tu cayado me consuelan», donde los «primeros violines tejen una pequeña melodía reconfortante».
El siguiente dúo expresa el disfrute en la mesa de Dios en un baile, una bourrée.
La cantata se cierra con una coral de cuatro partes, la mayoría de los instrumentos tocan colla parte, mientras que las trompas tocan diferentes partes debido a su registro limitado.